# Fender Jag-Stang
A Fender Jag-Stang é uma guitarra elétrica projetada por Kurt Cobain, da banda Nirvana, pretendida como uma mistura de duas guitarras elétricas da Fender: a Jaguar e a Mustang. Cobain propôs sua ideia do instrumento para a Fender, resultando em dois protótipos para canhotos construídos pelo então construtor chefe da Custom Shop,  Larry L. Brooks, das quais uma foi tocada pelo próprio Cobain.
Foi dito que o instrumento precisou de muitos ajustes antes que Cobain estivesse satisfeito, e que foi enviado de volta para a Fender para reparos antes de Cobain levá-la consigo no tour pela Europa do álbum In Utero em 1994, do qual a guitarra mal foi tocada ao vivo. Muitos acreditam que Cobain estava no fim das contas insatisfeito com o resultado e por isso nunca completou as revisões do seu instrumento antes da sua morte em 1994.
O protótipo Jag-Stang teve um captador especial da Fender Texas no braço e um DiMarzio H-3 na ponte. (O humbucker H-3 não está disponível como um produto individual, mas o mais próximo sonoramente é o captador DiMarzio DP158). A produção da Jag-Stang incluiu um captador single coil de "estilo vintage" e um humbucker de "estilo especial", cada um com o seu próprio interruptor, o qual o músico pode mudar entre "ligado", "desligado" e "fora-de-estágio". Ela emprega a ponte "Dynamic Vibrato" da Mustang, e como ambas de suas antecessoras, ela tem um braço curto de 24" (uma réplica exata do braço favorito de Cobain, de uma Fender Mustang).
Já houve críticas sobre a qualidade dos captadores e da total falta de perfeição da Jag-Stang, mas muitos donos provam que isso faz da guitarra única e de um jeito e resumem a mentalidade grunge do seu inventor. Além disso, muitos têm subsequentemente modificado a guitarra de modo que se percebam resultados impressionantes.
Originalmente produzida no outono de 1995, após a morte de Kurt Cobain, a Fender do Japão reeditou a Jag-Stang dois anos após o cancelamento de 2001 devido à uma demanda popular. A Fender novamente descontinuou a importação da Jag-Stang do Japão a partir de Maio de 2006.
A Jag-Stang de cor azul sônica de Kurt Cobain foi dada ao integrante da banda R.E.M Peter Buck, por Courtney Love após a morte de Cobain. Ele pode ser visto tocando-a (modificada para destro) no clipe musical "What's the Frequency, Kenneth?". Mike Mills, também do R.E.M., toca a mesma guitarra durante a música "Let Me In", a qual é um tributo a Kurt Cobain. Um exemplo disso pode ser visto no DVD deles, "Road Movie".

## Ligações Externas
- jag-stang.com Página da Jag-Stang (em inglês)
- shortscale.org Site de guitarras shortscale (em inglês)